# Tamila Tacheva
Tamila Tacheva, en ukrainien : Таміла Равілівна Ташева, née le 1er août 1985 dans la ville de Samarcande, est une femme politique ukrainienne.

## Biographie
Elle est la représentation du président de l'Ukraine en république autonome de Crimée. Elle a étudié à l'université nationale de Tauride Vernadski. De par son implication politique elle est une personnalité exposé mais mais elle ne figure pas sur les listes de sanctions internationales.

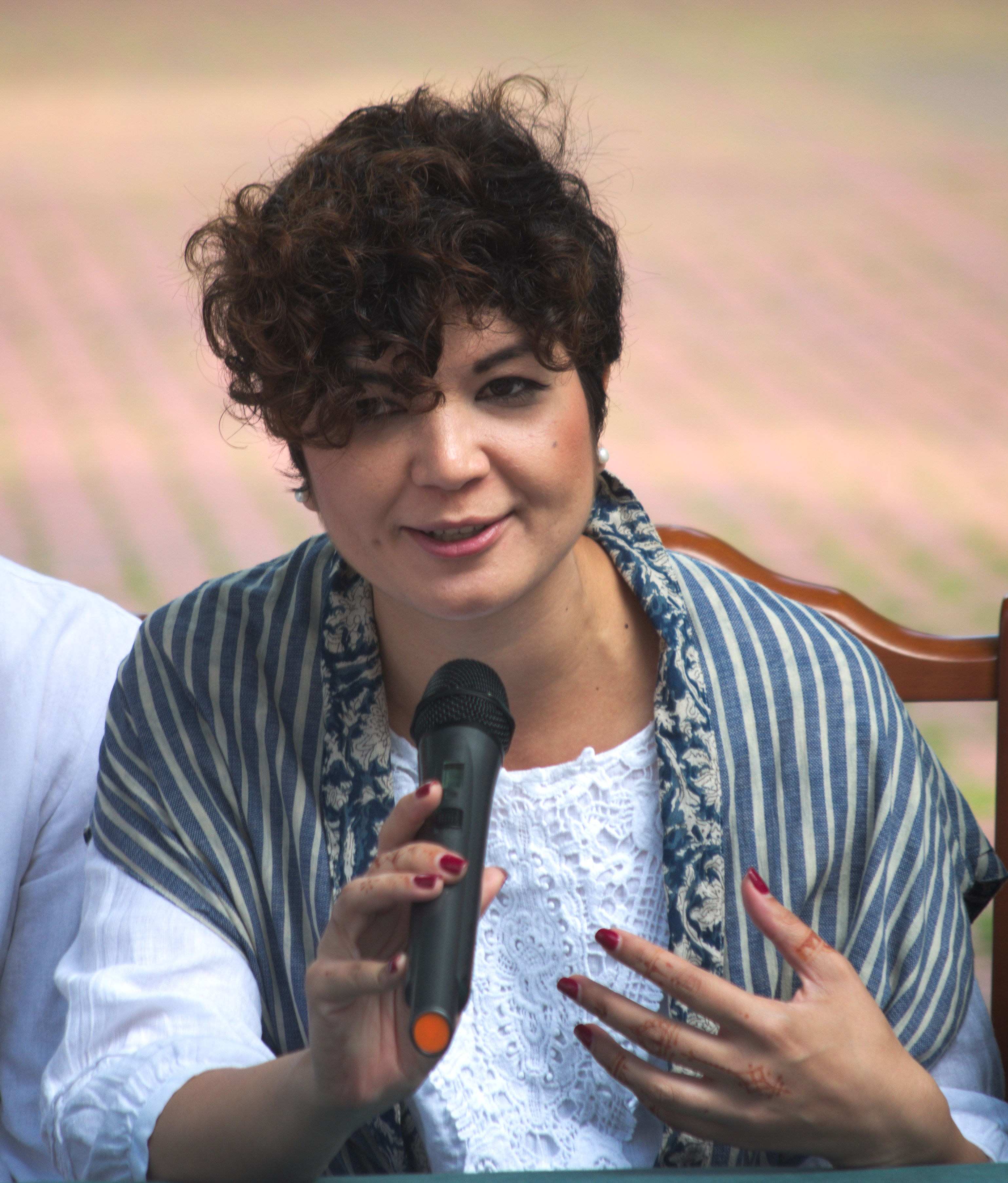
En 2015 lors de la création de CriméeSOS (КримSOS).
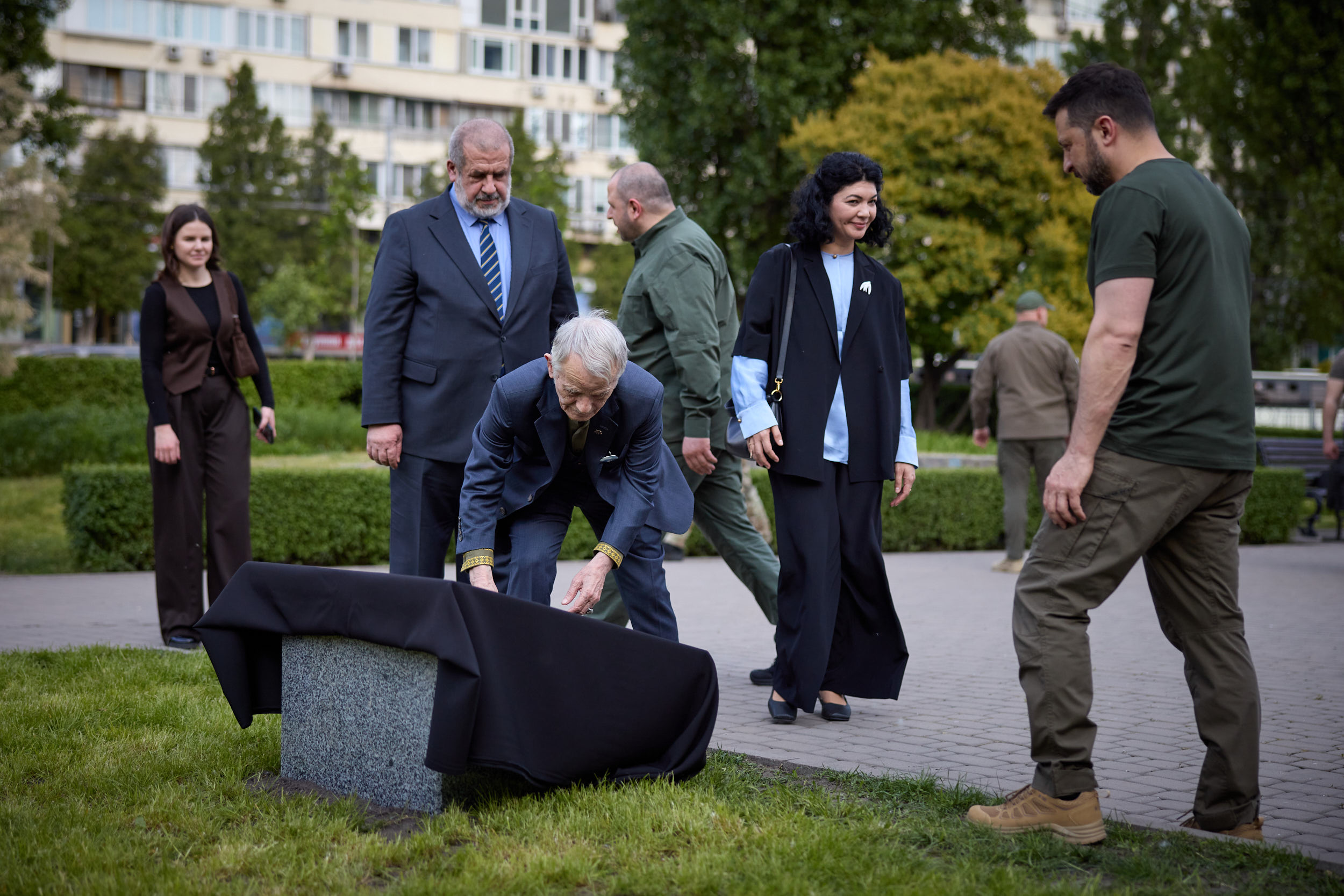
Moustafa Djemilev, Refat Tchoubarov Roustem Oumierov et Volodymyr Zelensky dévoilant avec elle le mémorial à la déportation des Tatars de Crimée à Kyiv le 18 mai 2024.